# Jörg Hansen
Jörg Hansen (* 4. April 1964 in Flensburg) ist ein deutscher Polizeibeamter, Verwaltungswirt und Politiker (FDP). Von Dezember 2017 bis Juni 2022 war er Abgeordneter im Schleswig-Holsteinischen Landtag.

## Leben und Beruf
Jörg Hansen besuchte die kooperative Gesamtschule in Flensburg-Adelby. 1982 trat er in den gehobenen Dienst der Landespolizei Schleswig-Holstein ein. Bis 1985 absolvierte er die Fachhochschule für Verwaltung und Dienstleistung in Altenholz mit Abschluss als Diplom-Verwaltungswirt. Von 1992 bis 2001 war er zur Dienstleistung bei der Landespolizei Mecklenburg-Vorpommern und im Innenministerium Mecklenburg-Vorpommern abgeordnet. 2001 kehrte er zur Landespolizei Schleswig-Holstein zurück.
Er ist im TSV Travemünde und im ATSV Stockelsdorf aktiv.
Seit 2018 ist Jörg Hansen in zweiter Ehe mit Ulrike Hansen (ehemals Evers) verheiratet.

## Partei
2002 trat Hansen der FDP bei. 2004 wurde er Ortsvorsitzender der FDP in seinem Wohnort Stockelsdorf und 2009 Kreisvorsitzender der FDP im Kreis Ostholstein. Seit 2011 ist er Beisitzer im Landesvorstand der FDP.

## Abgeordneter
Bei der Landtagswahl in Schleswig-Holstein 2017 stand Jörg Hansen auf Platz 10 der Landesliste der FDP und verpasste knapp den Einzug in den Landtag. Zudem hatte er im Landtagswahlkreis Ostholstein-Süd kandidiert, wo er 8,0 % der Erststimmen erreichte. Er rückte jedoch am 15. Dezember 2017 für Wolfgang Kubicki nach, der wegen seines Bundestagsmandats auf sein Landtagsmandat verzichtete. Hansen war Mitglied im Petitionsausschuss, sowie Sprecher für Sport, Polizei, Senioren und Petitionen der FDP-Landtagsfraktion.
Bei der Bundestagswahl 2021 kandidierte Hansen im Bundestagswahlkreis Ostholstein-Stormarn-Nord um ein Direktmandat. Er unterlag jedoch der SPD-Kandidatin Bettina Hagedorn.
Bei der Landtagswahl 2022 verfehlte er den Wiedereinzug in den Landtag.